# Amazon Web Services
Pour les articles homonymes, voir AWS.
Amazon Web Services (AWS) est une division du groupe américain de commerce électronique Amazon, spécialisée dans les services de cloud computing à la demande pour les entreprises et particuliers.
En 2020, AWS a généré 45 des 386 milliards de dollars du chiffre d'affaires (net sales) monde d'Amazon, soit 11,5 %.
Lancé officiellement en 2006 par Andy Jassy, Amazon Web Services fournit des services en ligne à d'autres sites internet ou applications clientes. La plupart d'entre eux ne sont pas directement exposés à l'utilisateur final, mais offrent des fonctionnalités que d'autres développeurs peuvent utiliser à travers des API. En 2017, AWS propose plus de 90 services, comprenant le calcul, le stockage, le réseau, la base de données, l'analyse de données, des services applicatifs, du déploiement, de la gestion de système, de la gestion d'applications mobiles, des outils pour les développeurs et pour l'Internet des objets. Les services les plus populaires sont Amazon Elastic Compute Cloud (EC2) et Amazon Simple Storage Service (S3).
AWS met à disposition de ses clients un cluster virtuel de machines, disponible à tout moment, via Internet. Les machines virtuelles proposées émulent les caractéristiques d'un ordinateur réel, y compris le matériel physique (processeurs et carte graphiques pour le traitement, mémoire locale ou vive, stockage sur disque dur ou SSD) ; un choix de systèmes d'exploitation ; du réseau ; des applications pré-chargées telles que des serveurs web, des bases de données, des outils de gestion de la relation client, etc. Chaque système virtualise également sa console d'entrée-sortie (clavier, souris et affichage) permettant aux clients de se connecter à leur système en utilisant un navigateur. Celui-ci fonctionne comme une fenêtre ouverte sur la machine virtuelle, permettant au client de se connecter, de configurer et d'utiliser leur système virtuel comme un ordinateur physique réel. Les clients peuvent choisir de déployer des systèmes pour fournir des services assurés par Internet pour eux-mêmes et leurs propres clients.
La technologie AWS est mise en place grâce à des fermes de serveurs distribuées à travers le monde et maintenues par AWS. Les frais sont calculés à partir de l'usage, des caractéristiques matérielles, logicielles, réseau et du système d'exploitation choisis par le client, ainsi que des options de disponibilité, de redondance, de sécurité et de service. Les clients peuvent payer pour une machine virtuelle simple, une machine physique réservée ou des grappes de machines virtuelles simples ou de machines physiques réservées. Dans le cadre du contrat client AWS, Amazon assure la sécurité des systèmes des clients. AWS opère à partir de plusieurs « régions géographiques » dont six en Amérique du Nord.

## Historique

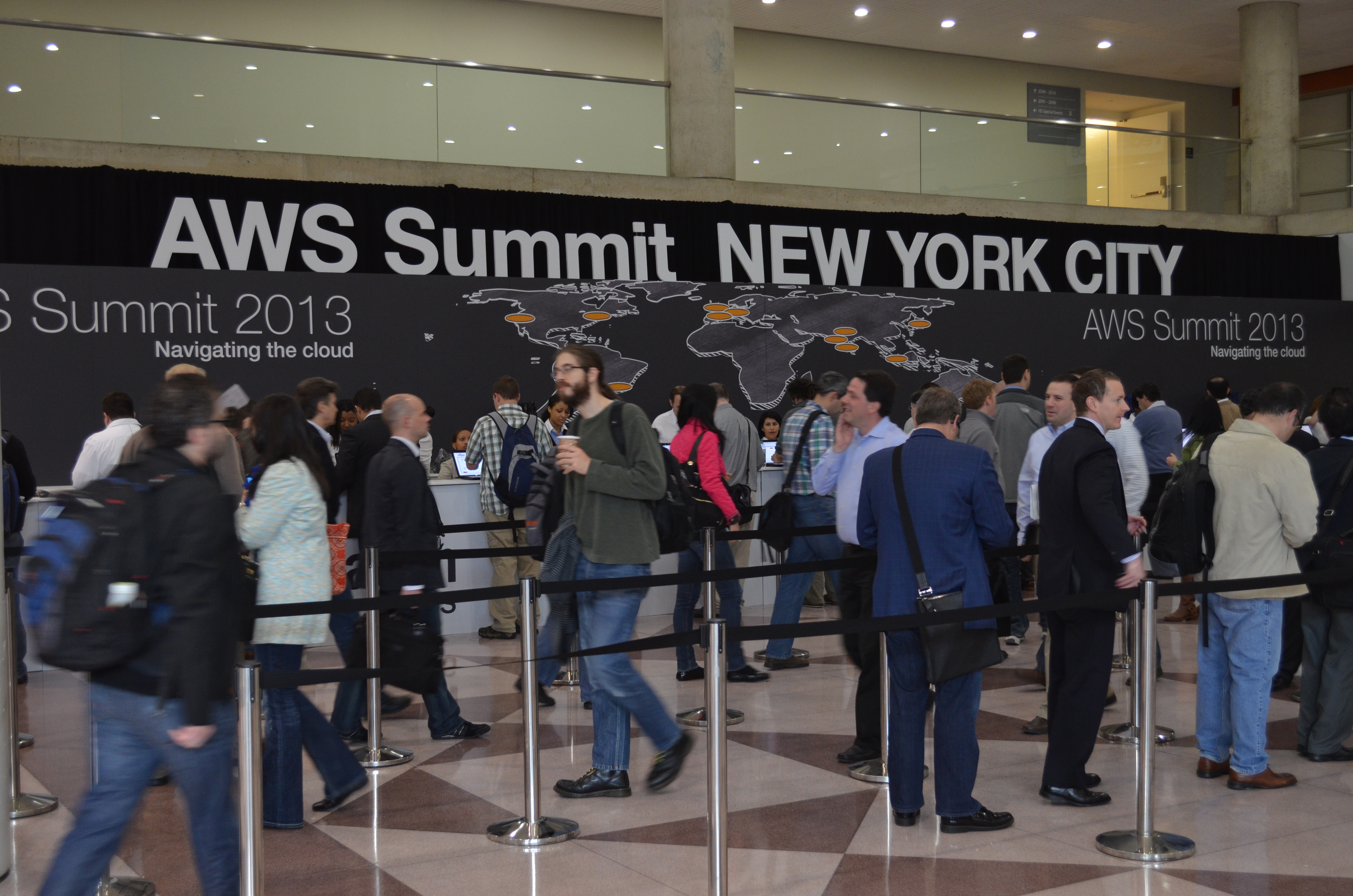
AWS Summit en 2013 à New York.

La plateforme AWS est lancée en juillet 2002. À l'origine, elle comprend seulement quelques outils hétérogènes. À la fin de l'année 2003, le concept d'AWS est repensé ouvertement quand Chris Pinkham et Benjamin Black présentent un article décrivant leur vision pour la commercialisation d'une infrastructure informatique complètement standardisée, complètement automatisée, qui repose largement sur des services web pour le stockage notamment et qui puise sur des projets alors en cours en interne chez Amazon. À la fin de cet article, ils évoquent la possibilité de commercialiser l'accès à des serveurs virtuels en tant que service, suggérant que l'entreprise pourrait générer des revenus à partir des investissements dans cette nouvelle infrastructure. En novembre 2004, le premier service AWS est lancé pour un usage public : Simple Queue Service (SQS). Puis, Chris Pinkham et Christopher Brown, le développeur principal, développent le service Amazon EC2, avec une équipe dans la ville du Cap, en Afrique du Sud.
Amazon Web Services est officiellement lancé le 14 mars 2006, en combinant les trois offres de services : Amazon S3 cloud storage, SQS et EC2. La plateforme propose enfin une suite intégrée de services en ligne de base, telle que celle proposée par Chris Pinkham et Benjamin Black dès 2003, à destination des autres développeurs, de sites internet, d'applications côté-client et des entreprises. Andy Jassy, fondateur d'AWS et vice-président en 2006, affirme à cette époque qu'Amazon S3, un des premiers éléments les plus élastiques d'AWS, « libère les développeurs de la question de l'emplacement du stockage des données, de leur sûreté, de leur sécurité, de leur disponibilité, des coûts associés à la maintenance des serveurs, ou de la capacité de stockage. Amazon S3 permet aux développeurs de se concentrer sur l'innovation à partir des données, au lieu de réfléchir à la manière de les stocker ». En juin 2007, Amazon revendiquait plus de 330 000 développeurs ayant souscrit pour l'utilisation des Amazon Web Services.
Pour accompagner la formation à l'échelle de l'industrie et la standardisation des compétences, AWS commence à proposer un programme de certification à destination des ingénieurs informatique à partir du 30 avril 2013 pour faire valoir une expertise acquise dans le cloud.
En janvier 2016, ESPN Women s'associé à Girls in Tech pour un hackathon avant le Super Bowl. En avril 2016, Andy Jassy, jusqu'alors vice-président sénior chargé d'AWS, est nommé président de la division, dans l'optique d'une potentielle introduction en Bourse. À l'image du succès d'AWS, sa rémunération annuelle en 2017 atteint quasiment 36 millions de dollars. En 2016, James Hamilton, ingénieur chez AWS, écrit un article rétrospectif mettant en lumière l'histoire du service durant la décennie de 2006 à 2016. En tant qu'adepte précoce et fervent promoteur de cette technologie, il rejoint l'équipe d'ingénieurs AWS en 2008.
Le 29 novembre 2017, AWS annonce avoir signé des contrats de cloud avec Disney, Expedia, la NFL précédé la veille par Turner Broadcasting, Whirlpool et Honeywell,.
En janvier 2018, Amazon lance un service de dimensionnement automatique (autoscaling),. La même année, AWS s'associe avec Digital Currency Group pour créer un environnement-laboratoire à destination des entreprises pour l'expérimentation avec les technologies utilisant les chaînes de blocs.
En septembre 2023, AWS a annoncé qu'il deviendrait le principal fournisseur de services cloud de la start-up Anthropic, spécialisée dans l'intelligence artificielle. Amazon s'est engagé à investir jusqu'à 4 milliards de dollars dans Anthropic et détiendra une participation minoritaire dans la société. AWS a également annoncé la mise en service d'Amazon Bedrock, un service donnant l'accès à certains modèles de fondation (comme Claude) via une interface dédiée ou bien via une clé API.

## Activités commerciales

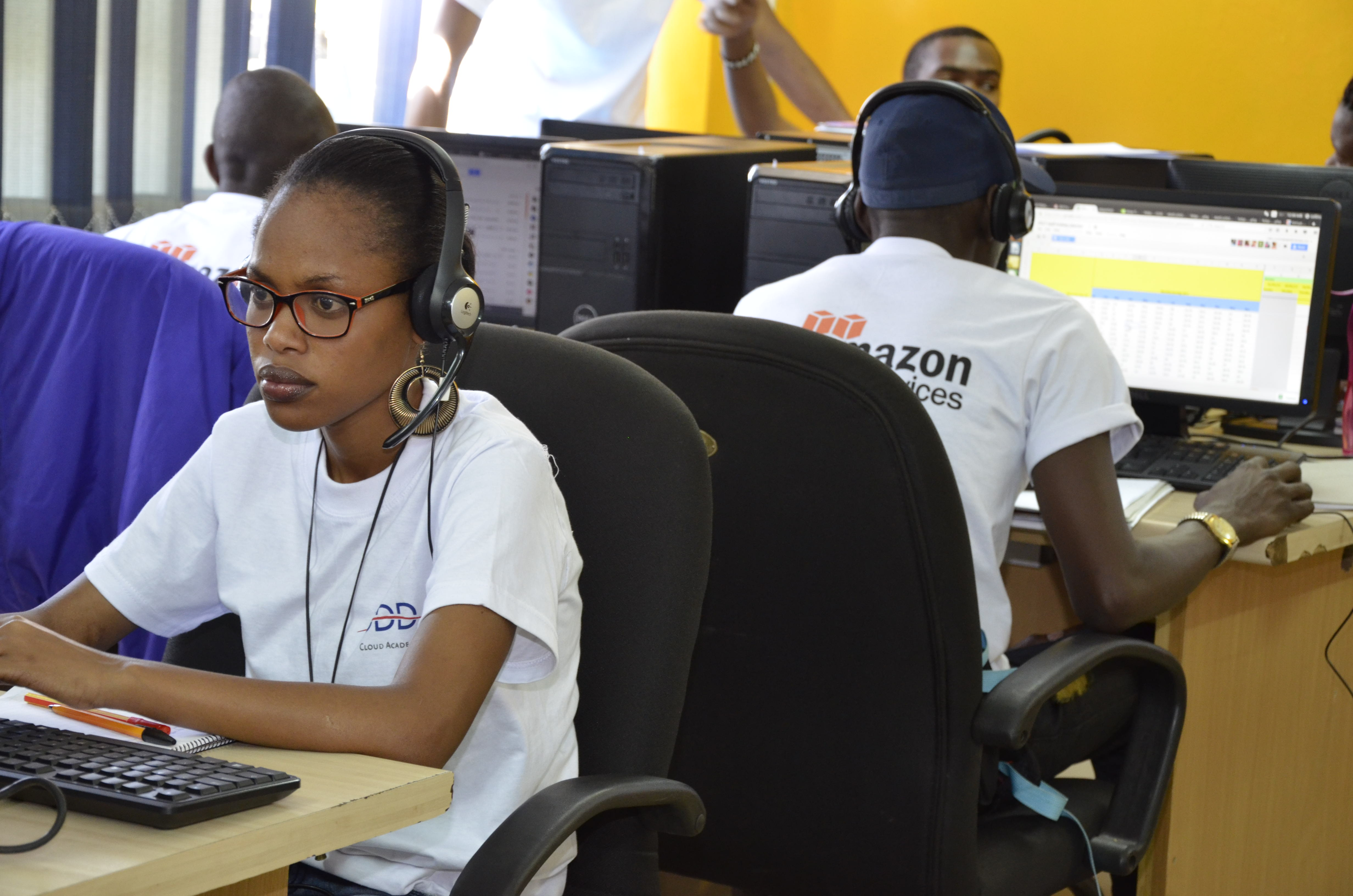
Personnel d'Amazon Web Services au Kenya.

Amazon présente AWS à ses clients comme une manière d'obtenir une capacité de calcul de grande échelle plus rapidement et à moindre coût comparé à la mise en place d'une ferme de serveurs physiques. En 2017, Amazon Web Services occupe le premier rang des acteurs du cloud computing, avec 34 % de parts de marché (IaaS et PaaS), distançant largement des acteurs informatiques traditionnels comme Microsoft Azure (11 %), Google Cloud (8 %) ou IBM cloud computing (6 %), selon le Synergy Group,.
Parmi ses grands clients figurent la NASA, Netflix et le service de renseignement extérieur américain (CIA).
Les offres Amazon Web Services sont accessibles en HTTP, sur architecture REST et par le protocole SOAP. Tout est facturé en fonction de l'utilisation, avec la valeur exacte variant de service à service, ou selon la zone géographique d'appel.

### Interfaces de gestion
Il existe plusieurs interfaces permettant de gérer les infrastructures dans AWS :
- AWS Management Console est l'interface graphique proposée par Amazon ;
- AWS-cli est une interface en ligne de commandes proposée par Amazon ;
- awless est une interface en ligne de commandes alternative.

## Services similaires ou liés
De nombreuses entreprises offrent des services similaires :
- IBM a annoncé Bluemix, un service basé sur Linux, Hadoop, Xen et PowerVM. SoftLayer, après son rachat, est devenue l'offre de cloud IaaS principale d'IBM.
- RightScale et 3Tera offrent des outils d'administration pour gérer en continu les machines basées sur les différents centres de données effectuant des hébergements de services web à travers le monde.
- Google App Engine a été publié en avril 2008 et permet à des applications web d'être déployées sur l'infrastructure Google.
- Microsoft a annoncé Windows Azure et la plateforme Azure Services, similaire à une infrastructure de cloud-computing dans le but d'héberger des applications.Net managées ou non managées.
- Rackspace a publié une plateforme de cloud-computing similaire sous la marque Mosso, qui inclut Cloud Sites, Cloud Files, and Cloud Servers tandis que ServePath fournit la même chose sous la marque GoGrid.
- Argia a lancé une plate-forme de cloud-computing similaire sous la marque Faascape, elle permet le développement d'applications sans avoir à utiliser des API spécifiques à la plate-forme.
- OVH propose une plate-forme de cloud-computing de type IaaS concurrente à Amazon Web Services.
- Des entreprises comme RightScale et Scalr fournissent l'interface nécessaire pour accéder à la plateforme cloud-computing Amazon Web Services.
- En France, deux consortiums, Cloudwatt mené par Orange et Thales pour l'un, et Numergy mené par SFR et Bull ont été créées avec le soutien de l'État français[30]. Ils ont aujourd'hui disparu.

## Part d'AWS dans le chiffre d'affaires d'Amazon
En 2015, AWS génère 7 % du chiffre d'affaires d'Amazon et représente la première source de profit de l'entreprise.
En 2019, AWS a généré 35 des 280 milliards $ du chiffre d'affaires monde d'Amazon (net sales), soit 12,5 %.
En 2020, AWS a généré 45 des 386 milliards $ du chiffre d'affaires monde d'Amazon (net sales), soit 11,6 %.